# Walden
Walden (originalmente Walden, la vida en los bosques) es un ensayo, publicado en 1854, cuyo autor es Henry David Thoreau y constituye uno de los textos de no ficción más famosos escritos por un estadounidense.
En él, el autor narra los dos años, dos meses y dos días que vivió en una cabaña construida por él mismo, cercana al lago Walden. Con este proyecto de vida solitaria, al aire libre, cultivando sus alimentos y escribiendo sus vivencias, Thoreau pretendía varias cosas. Por un lado, demostrar que la vida en la naturaleza es la verdadera vida del hombre libre que ansíe liberarse de las esclavitudes de la sociedad industrial. Por otro, que la comprensión de los recursos de la naturaleza, sus reglas, sus recompensas, son un camino que el hombre no debe olvidar.
En su ascetismo Thoreau ansiaba trascender su concepción del elogio de la pereza, alcanzando una elevación espiritual casi imposible, según sus escritos, de alcanzarse por otros medios.
El defensor del conductismo B. F. Skinner se inspiró en esta obra para dar título a su novela de ficción Walden dos. Theodore Kaczynski, conocido como Unabomber, se considera seguidor de la doctrina filosófica de vida en los bosques auspiciada por Thoureau.

## Retirarse aWalden Pond

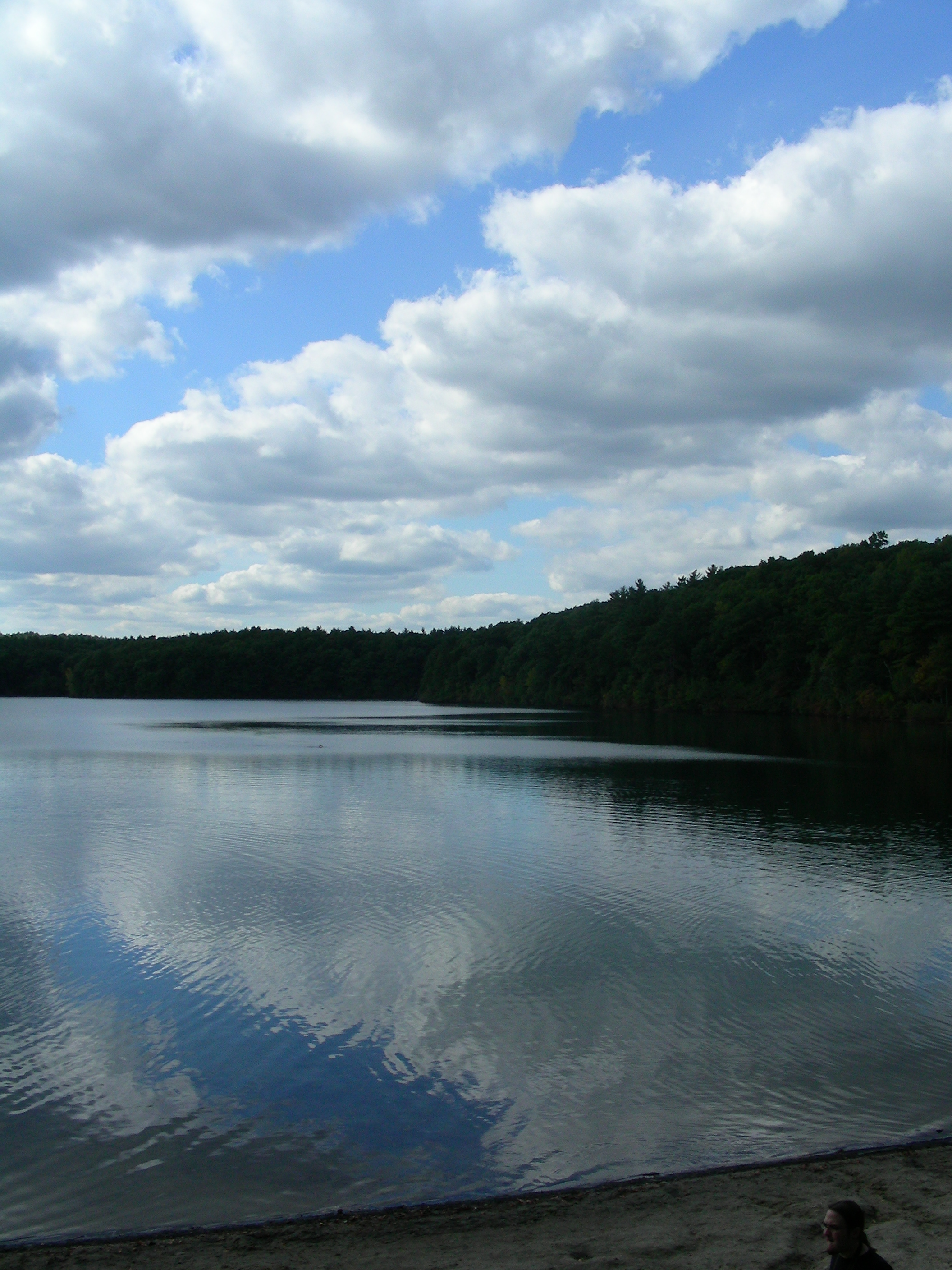
Vista del estanque de Walden y su banco arbolado que se extiende a la derecha de la imagen. Algunas grandes nubes blancas llenan el cielo azul. Un lago es la característica más hermosa y expresiva del paisaje. Es el ojo de la tierra, donde el espectador, sumergiendo el suyo, explora las profundidades de su propia naturaleza.

### Elección deWalden Pond
A fines de 1844, el amigo y mentor de Thoreau, Ralph Waldo Emerson, compró un terreno alrededor de Walden Pond, ubicado en Concord, Massachusetts, Estados Unidos y lo pone a disposición de él. Thoreau desea efectivamente retirarse tranquilamente para escribir, aunque no siempre permanece solo; muchos amigos (incluido William Ellery Channing que se quedaron con él en el otoño de 1845) y los admiradores lo visitan a menudo. Según Michel Granger, Thoreau se retiró a  Walden Pond  porque buscó desaparecer momentáneamente de la vida de Concord, su ciudad nativa. Con su amigo Edward Hoar, en marzo de 1844, incendió inadvertidamente una parte del bosque cercano. Por otro lado, y además de este deseo de volver a ser respetable, la motivación más fuerte de Thoreau fue de carácter histórico: quería reconstituir su "hogar en el estado donde estuvo hace tres siglos" antes de la irrupción del hombre blanco en suelo americano. Sin embargo, según Leo Stoller, es un profundo disgusto para la sociedad de hombres, y particularmente para los habitantes de Concord, lo que lleva a Thoreau a negar su existencia ocupada para continuar la subsistencia diaria, pervirtiendo su desesperada libertad.
La elección de Thoreau es, por lo tanto, Walden Pond, porque es un lugar que no es demasiado remoto ni demasiado cercano al mundo de los hombres. Además, conoce su existencia desde su infancia y el estanque sigue siendo para él un lugar misterioso. Por lo tanto, se retiró a un claro en una de sus orillas, lugar intermedio, al mismo tiempo amurallado ("Amurallado según su expresión) y suficientemente amplio para tener un margen protector, sin embargo no está separado de la naturaleza por una barrera. 

### "Dos años, dos meses, dos días"
En marzo de 1845, Thoreau comenzó la fabricación de una choza de pino. Sus dimensiones son 3 × 4,5 metros. Se encuentra a orillas del estanque, 2,4 km desde su lugar de nacimiento. Duerme en su camarote la noche de 4 de julio de 1845, aniversario de la Declaración de Independencia de los Estados Unidos en los Estados Unidos. Si Thoreau hace todo lo posible para dar una impresión de la distancia con el mundo de los hombres, en realidad no es nada, ya que su cabaña está solo a una milla de Concord. Pero este desplazamiento es suficiente para sacarlo de la rutina social en la que sufre de falta de libertad. No es entonces una fuga o una vida de ermitaño (ya que Thoreau regresaba a menudo ver a sus amigos) pero de una elección deliberada. Este es el comienzo de un experimento que dura dos años, dos meses y dos días, realizado en autarquía y durante el cual Thoreau lee, escribe, estudia la naturaleza y cultiva sus propios vegetales. Plantó una hectárea de patatas, frijoles, trigo y maíz.
Thoreau finalmente deja su retiro de  Walden Pond  el 6 de septiembre de 1847. El sentimiento de haber renovado su existencia en contacto con el elemento natural ha llevado a un compromiso real ecologista. Después de 1850, según Donald Worster, paradójicamente, él estaba incluso más cerca de la naturaleza que Walden. El Thoreau después de Walden  es más radical y exige una lucha armada contra el estado estadounidense que justifica la esclavitud. Las conclusiones obtenidas durante su estadía en Walden Pond  se convertirán en una verdadera culpa social en Comentarios después de la suspensión de John Brown   (1859) luego la violencia en  Desobediencia Civil . Las partes sombrías permanecen, sin embargo, en cuanto a la realidad de la experiencia vivida, pero también en cuanto a las razones de su llegada y su salida del estanque.

### La vida en Walden
Durante su estadía en  Walden Pond , Thoreau guardó su diario desde el cual escribió  Walden a Life in the Woods . También comenzó a escribir "A Week on the Concord and Merrimack Rivers" (Una semana en los ríos de Concord y Merrimack, de 1849.) Su primer éxito literario. La escritura de Walden  tomará varios años y acumulará ocho versiones manuscritas. Thoreau quiere vivir simplemente, y solo, en el bosque, sin embargo, la autenticidad de la experiencia verdaderamente solitaria de Thoreau ha sido puesta en cuestión. De hecho, según Michel Granger, el lector puede caer en la ilusión creada al escribir [y] cree que Thoreau vivió en la naturaleza mientras iba a Concord todos los días para ver a sus amigos y que el bosque fueron frecuentados. Aboga por la autodisciplina, el cuerpo y la mente. Thoreau se niega a cazar animales salvajes o consumir su carne. Además de ser abstemio y seguidor de vegetarianismo, se niegan a fumar, beber té y café. La vida de Walden tiene que ver con una aventura filosófica y mística, y Thoreau cambia entre el epicureismo y el estoicismo. En esto, está cerca del filósofo romano Musonio Rufo, pero también de Goethe o Jean-Jacques Rousseau, según Pierre Hadot. Pero Thoreau no es solo un contemplativo, sus actividades se centran principalmente en observación y en la comprensión de fenómenos naturales como la profundidad o el origen hidrológico del estanque, o los efectos ópticos del hielo, según el estudio fauna y flora también.

## Composición deWalden

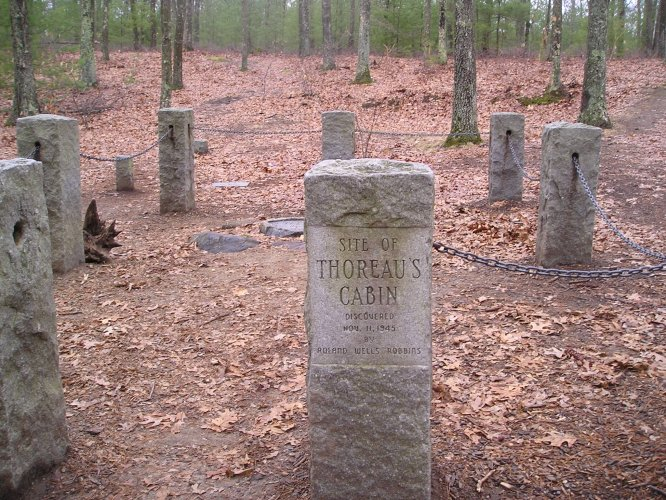
Thoreau construyó su choza y delimitado por estelas de piedra. El suelo está cubierto de hojas de otoño. En el fondo, al fondo: el Walden Woods. Una estela que muestra "El sitio de la cabaña de Thoreau" está en primer plano. Donde Thoreau construyó su choza.

### Capítulos
Walden  consta de 18 capítulos que alternan narrativa autobiográfica, reflexiones tendientes a ensayo, poemas y descripción naturalistas.

#### Economía
Este es el primer capítulo y también el más largo del libro. Thoreau presenta su proyecto: pasar dos años y dos meses en una cabaña rudimentaria en el bosque cerca del estanque  Walden Pond . Lo hace, dice, para ilustrar los beneficios espirituales de una forma de vida simplificada. Especifica las cuatro necesidades de la vida según él (comida, refugio, ropa y combustible). Registra cuidadosamente sus gastos e ingresos para construir su casa y comprar y cultivar sus alimentos, lo que demuestra su comprensión de la "economía".
Este capítulo consiste completamente en un poema, Las pretensiones de pobreza  (The Pretensions of Poverty), del poeta inglés del siglo XVII, Thomas Carew. El poema critica a aquellos que piensan que su pobreza les da una especie de moral fácilmente ganada, así como una superioridad intelectual.

#### Dónde viví y para qué viví
Después de pensar en comprar una granja, Thoreau describe la ubicación de su cabaña. Luego explica por qué decidió quedarse en el bosque de Walden:

Gané el bosque porque quería vivir después de una cuidadosa reflexión, enfrentar solo los actos esenciales de la vida y ver si no podía aprender Lo que ella tenía que enseñar, no, cuando vine a morir, a descubrir que no había vivido. No quería vivir lo que no era vida, la vida es tan querida para nosotros; Más de lo que quería practicar la renuncia, si fuera absolutamente necesario. Lo que necesitaba era vivir abundantemente, chupar toda la médula de la vida.

#### Lectura
Thoreau explica los beneficios de la lectura, el de la literatura clásica (preferiblemente en la versión original griega o latina) y lamenta la falta de sofisticación en Concord, que se manifiesta por la excesiva importancia de la literatura popular. Aspira a una era [utopía utópica] en la que toda Nueva Inglaterra apoyaría a los sabios para educar y, por lo tanto, ennoblecer a la población.

#### Sonidos
Thoreau abre este capítulo con una advertencia contra demasiado énfasis en la literatura como un medio de trascendencia. En cambio, uno necesita la experiencia de la vida para uno mismo. Así, después de describir la estética de los paisajes que rodean su cabina y sus hábitos de limpieza ocasional, Thoreau critica el silbido del tren que interrumpe su ensueño. Para él, el ferrocarril simboliza la destrucción del modo de vida pastoral. Luego enumera los sonidos audibles de su choza: la iglesia toca las campanas, el corte de las vacas, el canto del chotacabras, el ulular de los búhos, el croar de las ranas y el canto de los gallos.

#### Soledad
Thoreau discute los efectos positivos de una vida solitaria cercana a la naturaleza. Le gusta estar solo, Thoreau decía: 

Nunca he encontrado un compañero como compañero como soledad

explicando que nunca está solo mientras está cerca de la naturaleza. Él cree que es inútil buscar constantemente el contacto con el resto de la humanidad.

#### Visitantes
Thoreau nos cuenta sobre las personas que lo visitan en su choza. Entre los 25 o 30 visitantes se encuentra un joven leñador, a quien Thoreau idealiza porque es la figura del hombre ideal, que lleva una vida simple, tranquila y solitaria. También habla de un esclavo fugitivo a quien Thoreau ayuda en su viaje a la libertad en Canadá.

#### El campo de frijoles
Thoreau está enfocado en el cultivo de dos acres y medio de frijoles. Las planta en junio y pasa sus mañanas de verano escardando el campo con una azada. Vende casi toda su cosecha y con su pequeña ganancia cubre sus necesidades.

#### El pueblo
Thoreau viaja a la pequeña ciudad de Concord todos los días más o menos para recoger algunos chismes, que él considera tan refrescantes, a su manera, como el susurro de las hojas. Sin embargo, él compara, con afecto, pero con cierto desprecio, Concord a una colonia de "ratas almizcleras". Luego le cuenta un evento que tuvo lugar hace unos años. Al final del verano, fue arrestado por negarse a pagar los impuestos federales, pero fue liberado al día siguiente. Explica que se niega a pagar impuestos a un gobierno que apoya la esclavitud.

#### Los estanques
En el otoño, Thoreau camina en el campo y escribe sobre la geografía de Walden Pond y sus vecinos: Flint Pond (o Sandy Pond ), White Pond y  'Estanque De Ganso'. Aunque Flint Pond es el más grande, los favoritos de Thoreau son Walden Pond y White Pond. Son tan "hermosos como los diamantes", según él.

#### The Baker Farm
Durante un paseo por el bosque, Thoreau se ve sorprendido por una tormenta y se refugia en la miserable choza de John Field, un pobre trabajador irlandés, que sobrevive allí con su esposa e hijos. Thoreau le insta a vivir en el bosque una vida simple pero independiente, liberándose así de sus empleadores y acreedores. Pero el irlandés no renunciará a sus sueños de lujo, que constituyen el sueño americano.

#### Consideraciones más altas
Thoreau se pregunta si es bueno cazar animales salvajes y comer su carne. Concluye que el lado primitivo y animal del hombre lo impulsa a matar y comer animales, y que una persona que trasciende esta propensión es superior a los que no lo hacen. Además de ser abstemio y adepto a vegetarianismo, elogia castidad y trabajo.

#### Vecinos más bajos
Thoreau discute brevemente los muchos animales salvajes que son sus vecinos en Walden. Una descripción de los hábitos de perdiz es seguida por una batalla fascinante entre las hormigas rojas y negras. Toma a tres luchadores de su choza y los examina bajo un microscopio. La hormiga negra mata a los dos pequeños rojos. Más tarde, Thoreau toma su bote y trata de seguir una zambullida del estanque.

#### Inauguración de la casa
Después de cosechar bayas en el bosque, Thoreau construye una chimenea y reviste las paredes de su cabaña para protegerse del frío del inminente invierno. También hay buenas reservas de combustible y es aficionado a la madera y el fuego.

#### Primeros habitantes y visitantes de invierno
Thoreau cuenta la historia de personas que alguna vez vivieron alrededor de Walden Pond. Luego habla sobre los pocos visitantes que recibe durante el invierno: un granjero, un leñador y un poeta y amigo William Ellery Channing.

#### Winter Animals
Thoreau disfruta observando la vida salvaje durante el invierno. Él relata sus observaciones sobre los búhos, liebres, ardillas rojas, ratones y varias aves, y cómo cazan, cantan y comen trozos pequeños y maíz que les dejó. También describe la caza del zorro que pasa junto a su choza.

#### El estanque en invierno
Thoreau describe el Walden Pond como aparece en invierno. Afirma haber investigado sus profundidades y localizado una salida subterránea. Luego cuenta cómo cientos de trabajadores vinieron a cortar grandes bloques de hielo del estanque, enviados a diferentes estados y países, por lo que el agua del Padre Walden es pura.

#### Spring
Cuando llega la primavera, Walden y los otros estanques se derriten con estruendos y rugidos. A Thoreau le gusta ver el deshielo y está extasiado al presenciar el renacimiento de la naturaleza. Mira a los gansos reanudando su vuelo hacia el norte y un halcón jugando solo en el cielo. Como la naturaleza parece renacer, el narrador hace lo mismo. Deja a Walden el 8 de septiembre de 1847.

#### Conclusión
Este último capítulo es más apasionado que los anteriores. Critica a la conformidad en los siguientes términos:

Si no caminamos al ritmo de nuestros compañeros, ¿la razón es que escuchamos un tambor diferente? Vayamos de acuerdo con la música que escuchamos, sin importar cuán lejos o qué tan lejos
Thoreau, Henry David

. Por lo tanto, los hombres pueden encontrar la felicidad y la realización personal. No digo

No digo que John o Jonathan estén conscientes de todo esto; tal es el carácter de este mañana que el simple lapso de tiempo no puede traer el alba. La luz que irrumpe en nuestros ojos es oscuridad para nosotros. Solo punto en el día en que estamos despiertos. Hay más día para amanecer. El sol es solo una estrella de la mañana
Thoreau, Henry David

es la última oración del libro.

## Génesis del manuscrito
Presentado como una narración biográfica auténtica y casi espontánea,  Walden  es en realidad un libro diseñado conscientemente.

La arqueología del texto, o el estudio del prólogo, revela que Thoreau se ha alejado de la simple cuenta de su estancia en el bosque como anunció en "Economía". Las muchas transformaciones, adiciones y borrados, revelan las dudas, las múltiples posibilidades que se han presentado, y revelan la contingencia que socava lo que el narrador quiere presentar como el trabajo de un sujeto unificado, totalmente maestro de su destino

Explica Michel Granger. La ambición de Thoreau es explicar su comportamiento, el que lo lleva a buscar el aislamiento, escribiendo una novela autobiográfica.  Walden  es entonces una obra de justificación, y su reescritura está influenciada en gran medida por las preguntas de los contemporáneos de Thoreau que le fueron enviadas tras su gesto de retirada. De hecho, es una conferencia, dada en 1847 y titulada "Story of Myself", en Concord, que le da a Thoreau los pocos elementos que forman el comienzo actual de Walden. Sin embargo, para 1838, Thoreau tenía planes de escribir un poema sobre Concord que hubiera detallado el paisaje, incluido el estanque de Walden.

## Algunas traducciones al castellano
- 1945: Walden; o, La vida en los bosques. Trad. Julio Molina y Vedia. Buenos Aires: Emecé.
- 1949: Walden; o, Mi vida entre bosques y lagunas. Trad. Justo Gárate. Buenos Aires: Espasa Calpe.
- 1976: Walden; o, La vida en los bosques. Trad. H. Quinto. Barcelona: Producciones Fernández Ribera.
- 1983: Walden: La desobediencia civil. Trad. Carlos Sánchez-Rodrigo. Barcelona: del Cotal.
- 2005: Walden. Trad. Javier Alcoriza y Antonio Lastra. Madrid: Cátedra.
- 2013: Walden. Trad. Marcos Nava García. Madrid: Errata naturae.